# Ceroessa
Ceroessa è una figura della mitologia greca, figlia di Zeus e di Io, e sorella di Epafo.
Nacque presso Bisanzio, nel Corno d'Oro, da cui prese il suo nome: la radice del nome ricorda quella del corno. Da piccola, fu allevata da una ninfa, lontana dalle gelosie di Era, tanto da divenire una fanciulla tanto avvenente per aspetto. Secondo Nonno, nacque invece come il fratello in Egitto
Poseidone, innamoratosene, la sedusse e le diede un figlio, Bizante, fondatore e primo re della città di Bizanzio. Ebbe anche un secondo figlio, Strombo, che, invidioso del successo del fratello, mosse guerra a lui e ai Bizantini.